# Adenogramma asparagoides
Adenogramma asparagoides är en kransörtsväxtart som beskrevs av Robert Stephen Adamson. Adenogramma asparagoides ingår i släktet Adenogramma och familjen kransörtsväxter. Inga underarter finns listade i Catalogue of Life.